# 오픈 소스 비디오 게임

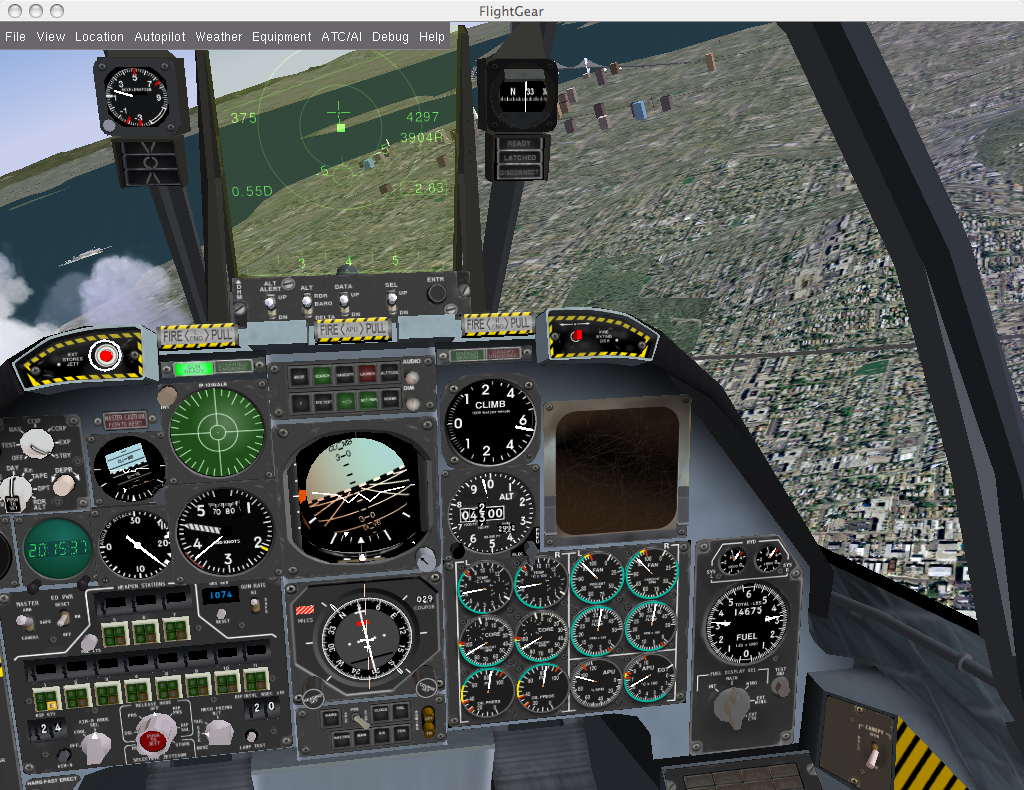
플라이트기어 비행 시뮬레이터

오픈 소스 비디오 게임(Open-source video game) 또는 간단히 오픈 소스 게임은 소스 코드가 오픈 소스인 비디오 게임이다. 대개 자유롭게 배포할 수 있으며 때로는 플랫폼 간 호환이 가능하다.

## 정의와 차별화
모든 오픈 소스 게임이 자유 소프트웨어는 아니다. 일부 오픈 소스 게임에는 독점적인 비자유 콘텐츠가 포함되어 있다. 자유 소프트웨어이고 독점적으로 자유 저작물를 포함하는 오픈 소스 게임은 DFSG, 자유 문화 및 공개 콘텐츠를 준수한다. 많은 리눅스 배포판에서는 게임 콘텐츠를 자유롭게 재배포할 수 있어야 하며 프리웨어 또는 상업적 제한 조항이 금지되어 있어야 한다.